# Wiktymizacja
Wiktymizacja – proces stawania się ofiarą. Dziedziną, która bada proces, wskaźniki, częstotliwość występowania, skutki i rozpowszechnienie wiktymizacji jest wiktymologia.

## Wiktymizacja rówieśnicza
Wiktymizacja rówieśnicza jest doświadczeniem wśród dzieci będących celem agresywnych zachowań innych dzieci, które nie są rodzeństwem i niekoniecznie są rówieśnikami.

## Wtórna wiktymizacja

### Częstotliwość występowania
Wtórna wiktymizacja (zwana także wiktymizacją po dokonaniu przestępstwa lub podwójną wiktymizacją) odnosi się do dalszego obwiniania ofiar przez organy wymiaru sprawiedliwości po zgłoszeniu pierwotnej wiktymizacji. Co do wskaźników wiktymizacji, szacuje się, że w 2016 roku co najmniej 5,7 mln mieszkańców Stanów Zjednoczonych doświadczyło co najmniej jednego rodzaju wiktymizacji.
Biorąc pod uwagę, że są to przypadki przestępstw, zgłaszane wskaźniki wiktymizacji z użyciem przemocy są nieproporcjonalnie niskie. Mniej niż połowa (42%) zgłasza wszelkie przestępstwa z użyciem przemocy o charakterze zagrożenia lub z użyciem rzeczywistej siły, takie jak napaść fizyczna, pobicie lub przestępstwo z użyciem broni. Dodatkowo, mniej niż jedna czwarta (23%) zgłasza na policji gwałt lub napaść na tle seksualnym. Ponadto, z tej części, która zgłasza napaść na tle seksualnym lub gwałt, około połowa opisuje to doświadczenie jako denerwujące i frustrujące.
Pomimo wysiłków zmierzających do zwiększenia liczby doniesień o wiktymizacji, władze i organy ścigania często dyskredytują doświadczenia jednostek związane z przemocą i nie podejmują niezbędnych działań prawnych.

### Podatność
Kiedy instytucje lub pracownicy wymiaru sprawiedliwości nie wspierają ludzi doświadczających wiktymizacji, ofiary są narażone na wtórną wiktymizację. Podczas gdy właściwym i prawnym sposobem reagowania na pierwotną wiktymizację jest zgłoszenie zdarzenia, władze często zaprzeczają, nie wierzą lub obwiniają ofiarę (Campbell & Raja, 1999; Campbell & Raja, 2005). Z kolei aż 90% ofiar zgłasza, że doświadczyło negatywnej reakcji społecznej i określa zdarzenie jako drugi gwałt lub drugi napad.
Badania sugerują, że ofiara przemocy seksualnej lub napaści jest najmniej skłonna do otrzymania wsparcia lub środków po złożeniu doniesienia[5]. Może to wynikać z postrzeganego braku dowodów, stygmatyzacji społecznej i ogólnego dyskomfortu podczas postępowania z przypadkami przemocy seksualnej. W badaniu dotyczącym ofiar gwałtów, które zostały oskarżone o napaść, osoby, które czuły, że ich detektywi reagują empatycznie i ze zrozumieniem, są bardziej skłonni do ścigania, uważają, że ich doświadczenia są ważne, a ich sprawy zasługują na wysłuchanie.
Empatyczna i wspierająca reakcja ze strony władz może potencjalnie poprawić zdrowie psychiczne i fizyczne osób, które przeżyły gwałt, a ponadto poprawić wskaźniki zgłaszania i złagodzić postawy sądownictwa. Badania sugerują, że błędne przekonania przedstawicieli systemu sprawiedliwości mogą jeszcze bardziej zaszkodzić zdrowiu psychicznemu jednostek. Można to zwalczać, przyjmując nieakceptowalne perspektywy, pomagając w dokładnym zgłaszaniu przypadków przemocy seksualnej. Kilku autorów sugeruje, że wsparcie ze strony władz jest korzystne dla ofiary i promuje sprawiedliwy świat.
Osoby narażone na wiktymizację traumatyczną są podatne na wtórną wiktymizację. Jeśli potrzeby społeczne, takie jak empatia, wsparcie i zrozumienie, nie są zaspokajane, jednostki są podatne na to zjawisko. Podczas gdy każdy, kto doświadczył wiktymizacji, jest podatny na wtórną wiktymizację, wskaźniki rozpowszechnienia są znacznie wyższe w przypadku niektórych populacji. Dotyczy to kobiet, dzieci, mniejszości rasowych i seksualnych oraz osób napastowanych seksualnie.
Co więcej, osoby doświadczające pewnego rodzaju przemocy są bardziej narażone na wtórną wiktymizację. Do tych przestępstw należą napaść fizyczna, napaść na tle seksualnym i przemoc domowa. W szczególności ofiary gwałtu są najbardziej narażone na wtórną wiktymizację ze strony wymiaru sprawiedliwości w sprawach karnych, przy czym około połowa z nich opisuje ten proces jako niepokojący.

### Zgłaszanie wiktymizacji
W wyniku społecznego odrzucenia i braku wrażliwości na przyznanie się do traumy lub przemocy, jednostki są coraz bardziej skłonne do dalszego zaniechania zgłaszania. Może to być szkodliwe dla zdrowia psychicznego ofiar, ponieważ przemoc seksualna często zdarza się więcej niż jeden raz, a niezgłaszanie przemocy pomaga w utrzymaniu powtarzającego się cyklu wykorzystywania. Doświadczanie przemocy wiąże się z negatywnymi skutkami psychicznymi i fizycznymi, w tym ze wstydem, zaburzeniami regulacji emocjonalnej, stresem, utratą zasobów i ogólnie pojętą patologią zdrowia psychicznego. W metaanalizie dotyczącej wiktymizacji ofiar napaści na tle seksualnym i psychopatologii wystąpił efekt średniej wielkości po uwzględnieniu kilku diagnoz dotyczących zdrowia psychicznego, w tym depresji, lęku, myśli samobójczych, nieprawidłowego odżywiania i nadużywania substancji psychoaktywnych.
Powyższe pokazuje, że wiktymizacja napaści na tle seksualnym jest w znacznym stopniu związana z zaburzeniami psychicznymi, nawet po kontrolowaniu innych powiązanych z nimi objawów. Ponadto, kobiety, które doświadczają wtórnej wiktymizacji, są bardziej narażone na niekorzystne skutki zarówno dla zdrowia fizycznego, jak i psychicznego, a także najprawdopodobniej nie szukają wsparcia i leczenia.
Biorąc pod uwagę, że osoby te znajdują się prawdopodobnie w trudnej sytuacji, presja związana ze sprawozdawczością jest męcząca kognitywnie. Zgłaszanie przestępstw, zwłaszcza przestępstw na tle seksualnym, wiąże się z dalszym poziomem podatności na zagrożenia. Kiedy ofiary spotykają się z wrogimi reakcjami, umacniają się w przeświadczeniu, aby nie zgłaszać przestępstw. Jest to nie tylko szkodliwe dla jednostki, ale i dla społeczeństwa, ponieważ sprawcy mogą w ten sposób nadal popełniać przestępstwa i dokonywać nadużyć. W wyniku obwiniania ofiar i innych negatywnych postaw wobec nich, zgłaszane wskaźniki przestępczego znęcania się są niskie, a poziom stresu u ofiar wysoki.

### Interakcje z systemem sądownictwa karnego
Pomimo wysokich wskaźników wtórnej wiktymizacji, wskaźniki raportowania są niskie. Nierzadko zdarza się, że personel wymiaru sprawiedliwości zniechęca ofiary do ścigania przypadków napaści na tle seksualnym i dyskredytuje traumatyczne doświadczenia ofiary.
Jednym z incydentów, który wzbudza wiele kontrowersji w systemie wymiaru sprawiedliwości w sprawach karnych jest zgłaszanie przestępstw z użyciem przemocy w stosunku do swojego partnera. Kobiety, które zgłaszają gwałt na partnerze intymnym, są postrzegane przez system jako mniej wiarygodne, a organy ścigania częściej zachęcają do wycofania się ze sprawy. Społeczne standardy posłuszeństwa wobec partnera, a tym samym obejmujące kulturę gwałtu, są powszechne w systemie sądownictwa karnego. Mimo że jest to przestępstwo zgłaszane, ofiarom często nie daje się wiary, wskutek czego czują się wyobcowane, odarte z nadziei i godności, i mają ograniczone możliwości uzyskania środków poza systemem sądowniczym.

### Pamięć fragmentaryczna
Ewentualne wyjaśnienie, dlaczego system wymiaru sprawiedliwości w sprawach karnych prawdopodobnie nie uwierzy wielu ofiarom, wynika z rozdrobnionej pamięci ofiar. Nierzadko zdarza się, że ofiary molestowania seksualnego doznają również urazowego uszkodzenia mózgu lub innych reakcji neurobiologicznych w wyniku napaści. W swojej pracy Campbell wyjaśniła, w jaki sposób w odpowiedzi na uraz zachodzą zmiany molekularne oraz jak może to wpływać na rozbieżności w relacjach ofiar i wspomnieniach o zdarzeniu. Po traumatycznym zdarzeniu zmiany chemiczne w mózgu zmieniają się, wpływając na kodowanie i przetwarzanie pamięci.
Nie tylko zmiany neurobiologiczne wpływają na pamięć ofiary, ale również zaburzenia emocjonalne, represje, tłumienie, dysocjacja i unikanie zdarzenia są częstymi reakcjami u ofiary. Wyżej wymienione czynniki poznawcze i neurobiologiczne rzadko są brane pod uwagę, gdy ofiara zgłasza napaść. W czasie, gdy funkcjonariusze organów ścigania zbierają informacje o zdarzeniu, mogą spotkać się z ofiarami, które z powodu rozdrobnionej pamięci niejednokrotnie wyjaśniają swoje historie. Zarówno w wyniku zmiany neurobiologicznej, jak i reakcji psychologicznej na szczególnie stresujące urazy, ofiary mogą stać się ofiarami niezdolnymi do spójnego przedstawienia szczegółów zdarzenia, co odbiera im wiarygodność i ułatwia wtórną wiktymizację.

## Rewiktymizacja
Termin rewiktymizacja odnosi się do schematu, w którym ofiara wykorzystywania i/lub przestępstwa ma prędzej czy później statystycznie wyższą tendencję do ponownego poddawania się wiktymizacji w przypadku niegodziwego traktowania w dzieciństwie. Ten ostatni wzorzec jest szczególnie widoczny w przypadku wykorzystywania seksualnego. Podczas gdy uzyskanie dokładnego odsetka jest niemal niemożliwe, próbki z wielu badań wskazują, że wskaźnik rewiktymizacji w przypadku osób, które w przeszłości były wykorzystywane seksualnie, jest bardzo wysoki. Podatność na wiktymizację doświadczaną jako osoba dorosła nie ogranicza się również do napaści na tle seksualnym i może obejmować również nadużycia fizyczne.
Powody, dla których występuje rewiktymizacja różnią się w zależności od typu zdarzenia, a niektóre mechanizmy są nieznane. Rewiktymizacja w krótkiej perspektywie czasowej jest często wynikiem występowania już istniejących czynników ryzyka, które nie zostały zmienione lub złagodzone po pierwszej wiktymizacji; czasami ofiara nie może kontrolować tych czynników. Przykładami tych czynników ryzyka są: życie lub praca w niebezpiecznych miejscach, chaotyczne relacje rodzinne, agresywny temperament, używanie narkotyków lub alkoholu oraz bezrobocie. Rewiktymizacja może być ułatwiana, tolerowana, a nawet produkowana w określonych kontekstach instytucjonalnych, co pokazuje, że ryzyko rewiktymizacji nie jest cechą charakterystyczną jednostki, ani nie jest jej przeznaczeniem.
Rewiktymizacja dorosłych, którzy wcześniej byli seksualnie wykorzystywani jako dzieci, jest bardziej złożona. Istnieje wiele teorii co do tego, jak to funkcjonuje. Niektórzy naukowcy proponują nieprzystosowaną formę uczenia się; początkowe nadużycie uczy niewłaściwych przekonań i zachowań, które utrzymują się w dorosłości. Ofiara uważa, że niewłaściwe zachowanie jest "normalne" i spodziewa się go lub czuje, że zasługuje na nie od innych w kontekście relacji, a zatem może nieświadomie szukać agresywnych partnerów lub trzymać się niewłaściwych relacji. Inna teoria opiera się na zasadzie wyuczonej bezradności. Jako dzieci znajdują się one w sytuacjach, w których nie mają szans na ucieczkę, zwłaszcza gdy nadużycie pochodzi od opiekuna.
W dorosłym życiu reakcja w postaci zastygania bez ruchu może pozostać; specjaliści zauważyli, że winowajcy czasami wydają się zbierać subtelne wskazówki na ten temat przy wyborze ofiary.